# الدوري التونسي لكرة اليد للرجال
الدوري التونسي لكرة اليد للرجال أو بطولة تونس لكرة اليد للرجال (بالفرنسية: Championnat de Tunisie de handball masculin) هي بطولة المستوى الأول لكرة اليد في تونس، تأسست في 1954 وتشرف على تنظيمها الجامعة التونسية لكرة اليد.

بدأت رياضة كرة اليد في تونس منذ 1951، وانتشرت شيئا فشيئا. النادي الأكثر تتويجا هو الترجي الرياضي التونسي ب36 لقبا ، يليه النادي الإفريقي ب13 لقبا.

من جهة أخرى، تحصل الترجي على 18 ثنائية (البطولة والكأس) والإفريقي على 6 ثنائيات.

## الفائزون
| - 1955–56: النادي الجامعي التونسي - 1956–57: النادي الجامعي التونسي - 1957–58: البحرية الرياضية لاتحاد منزل بورقيبة - 1958–59: الجهد الرياضي - 1959–60: الجهد الرياضي - 1960–61: الاتحاد الرياضي التونسي - 1961–62: جمعية البريد والبرق والهاتف الرياضية - 1962–63: المنصورة الشعبية بحمام الأنف - 1963–64: نادي الغاز الرياضي - 1964–65: النادي الإفريقي - 1965–66: النادي الرياضي لحمام الأنف - 1966–67: الترجي الرياضي التونسي - 1967–68: النادي الإفريقي - 1968–69: الترجي الرياضي التونسي - 1969–70: النادي الإفريقي - 1970–71: الترجي الرياضي التونسي - 1971–72: الترجي الرياضي التونسي - 1972–73: الترجي الرياضي التونسي - 1973–74: الترجي الرياضي التونسي - 1974–75: الترجي الرياضي التونسي - 1975–76: الترجي الرياضي التونسي - 1976–77: الترجي الرياضي التونسي - 1977–78: الترجي الرياضي التونسي - 1978–79: الترجي الرياضي التونسي - 1979–80: الترجي الرياضي التونسي - 1980–81: الترجي الرياضي التونسي - 1981–82: الترجي الرياضي التونسي - 1982–83: الترجي الرياضي التونسي - 1983–84: الترجي الرياضي التونسي - 1984–85: الترجي الرياضي التونسي - 1985–86: النادي الإفريقي - 1986–87: النادي الإفريقي - 1987–88: النجم الرياضي الساحلي - 1988–89: النادي الإفريقي - 1989–90: النادي الإفريقي | - 1990–91: الترجي الرياضي التونسي - 1991–92: الترجي الرياضي التونسي - 1992–93: الترجي الرياضي التونسي - 1993–94: مكارم المهدية - 1994–95: الترجي الرياضي التونسي - 1995–96: النجم الرياضي الساحلي - 1996–97: الترجي الرياضي التونسي - 1997–98: النادي الإفريقي - 1998–99: النجم الرياضي الساحلي - 1999–00: النادي الإفريقي - 2000–01: النادي الإفريقي - 2001–02: النجم الرياضي الساحلي - 2002–03: النجم الرياضي الساحلي - 2003–04: الترجي الرياضي التونسي - 2004–05: الترجي الرياضي التونسي - 2005–06: النجم الرياضي الساحلي - 2006–07: النجم الرياضي الساحلي - 2007–08: النادي الإفريقي - 2008–09: الترجي الرياضي التونسي - 2009–10: الترجي الرياضي التونسي - 2010–11: النجم الرياضي الساحلي - 2011–12: الترجي الرياضي التونسي - 2012–13: الترجي الرياضي التونسي - 2013–14: الترجي الرياضي التونسي - 2014–15: النادي الإفريقي - 2015–16: الترجي الرياضي التونسي - 2016–17: الترجي الرياضي التونسي - 2017–18: النجم الرياضي الساحلي - 2018–19: الترجي الرياضي التونسي - 2019–20: الترجي الرياضي التونسي - 2020–21: الترجي الرياضي التونسي - 2021–22: النادي الإفريقي - 2022–23: الترجي الرياضي التونسي - 2023–24: الترجي الرياضي التونسي |

## عدد التتويجات لكل فريق
| الألقاب                              | الفريق |
| ------------------------------------ | ------ |
| الترجي الرياضي التونسي               | 37     |
| النادي الإفريقي                      | 13     |
| النجم الرياضي الساحلي                | 9      |
| الجهد الرياضي                        | 2      |
| النادي الجامعي التونسي               | 2      |
| البحرية الرياضية لاتحاد منزل بورقيبة | 1      |
| النادي الرياضي لحمام الأنف           | 1      |
| نادي الغاز الرياضي                   | 1      |
| جمعية البريد والبرق والهاتف الرياضية | 1      |
| النادي الرياضي بحمام الانف           | 1      |
| مكارم المهدية                        | 1      |
| الاتحاد الرياضي التونسي              | 1      |

## مقالات ذات صلة
- الدوري التونسي لكرة اليد للسيدات
- كأس تونس لكرة اليد للرجال
- الجامعة التونسية لكرة اليد

## روابط خارجية
- الموقع الرسمي.